# 特健俟斤
特健 俟斤（漢音：とくけん しきん、拼音：Tèjiàn Sìjīn、生没年不詳）は、回紇（迴紇、かいこつ、ウイグル）部の初代部族長。姓は薬羅葛（ヤグラカル）氏で、名は特健。俟斤（イルキン、Irkin）というのは突厥可汗国から各部族長に与えられる称号のひとつである。『新唐書』では時健俟斤と表記。

## 生涯
隋の大業元年（605年）、鉄勒諸部は西突厥の泥撅処羅可汗（在位：603年頃 - 612年）の攻撃を受け、特に薛延陀部にいたっては叛乱の疑いがあるとして渠帥など数百人が生き埋めにさせられた。そこで韋紇部は僕骨部・同羅部・抜野古部・覆羅部などとともに西突厥の支配から脱して回紇部と号し、鉄勒諸部の部族長はみな俟斤（イルキン）を称した。このとき、回紇の部衆は特健を推戴して回紇部の俟斤（イルキン：部族長）とした。
特健には菩薩という息子がいたが、あまりにも優秀であったため、特健よりも彼に部衆が附くようになった。そのため特健は菩薩を回紇部から追放してしまう。
特健が死ぬと、部衆は菩薩を呼び戻して俟斤に推戴した。

## 妻子
妻
- 烏羅渾…烏羅渾の出身だと思われる。

子
- 菩薩

## 参考資料
- 『旧唐書』（列伝第一百四十五 迴紇）
- 『新唐書』（列伝第一百四十二上 回鶻上）